# Transeúntes
Transeúntes és una pel·lícula espanyola dirigida per Luis Aller i en la que pretén reflectir l'ànima de la ciutat de Barcelona, com ja va fer a Barcelona lament, prenent com referents John Ford, Charles Chaplin, Serguei Eisenstein i D. W. Griffith. Fou estrenada el 29 de gener de 2016.

## Sinopsi
El director vol mostrar una ciutat allunyada del luxe i centra la seva atenció en les milers de veus anònimes que recorren els seus carrers. Es tracta d'un gran calidoscopi de sons, missatges subliminals i senyals aglutinants entre la ficció i el documental, el cinema d'assaig i de lluita social com a essència de la vida. Així la pel·lícula es converteix en un reflex de la més immediata realitat, ja que tot i que canvien les modes, les essències són les mateixes: crisi econòmica, violència de gènere, guerres o discriminació social. Hi ha dos esdeveniments que hi són força presents: la Guerra de Bòsnia i el genocidi de Ruanda.

## Repartiment
Hi apareixen actors coneguts en petits papers com María Galiana, Sergi López, Santiago Ramos, Roger Coma, Duna Jové, Jordi Sánchez, Pep Munné, Joaquín Hinojosa, Lluís Marco, Iñaki Muñoz, Mònica Glaenzel, Carles Martí, Joan Massotkleiner, Josep Oriach, Joan Pera, Germán Madrid, Manel Español, David García, Maria Cinta Compte, José María Velilla, Ramon Enrich Borrellas, Inés Ventos, Martin Aslan, Anna Azcona, Gemma Brió, Inés Cabot, Margarita Calatayud, Glòria Cano, Ferran Castells, Itziar Castro, Enric Cervera, Adrià Collado, Oscar Edú, Pere Molina, Pep Anton Muñoz, Manuel Bronchud, Carlos Olalla, Carlos Lucas o Diana Gómez.

## Producció
La pel·lícula està rodada majoritàriament en 35 mm (principalment Kodak, Fuji i Agfa), però també ha utilitzat 16 mm, DVCam, MiniDV i Super-8. La idea de la pel·lícula va sorgir poc després d'acabar els Jocs Olímpics d'Estiu de 1992 a Barcelona, es va començar a rodar el desembre de 1993 i entre el 2009 i 2014 es va dedicar al procés de postproducció i tractament de laboratori. El director va intentar allunyar-se del model de cinema tradicional i tornar al sistema del cinema mut de pel·lícula en blocs. Així obté uns 7.000 plans amb continus salts de temps i personatges connectats entre ells.

## Crítiques
| «                         | "No és una experiència per a tots els públics i no sempre resulta satisfactòria, però la proposta ambiciosa i contracorrent del professor de cinema Luis Aller té un valor indiscutible que cal elogiar. (...) Puntuació: ★★★½ (sobre 5)" | » |
| — Manuel Piñón: Cinemanía | |   |

| «                      | "A Transeúntes, en Aller, podríem dir que es produeix l'instant en què Griffith va trobar a Godard. Una obra atemporal, feta amb una urgència que podria remetre a Ray però canalitzada a partir d'una mirada cinematogràfica tan sorprenent com conseqüent." | » |
| — Quim Casas: Dirigido | |   |

## Nominacions i premis
Fou estrenada al Buenos Aires Festival Internacional de Cine Independiente de 2015. Va rebre el Premi Resistencias del Festival de Cinema Europeu de Sevilla de 2016 i un premi especial als IV Premis Días de Cine.